# Magnus Wrenninge
Carl Magnus Wrenninge, född 8 maj 1979 i Frösö församling i Jämtlands län, är en svensk programutvecklare inom amerikansk filmindustri.
Magnus Wrenninge växte upp i Sollentuna och studerade efter gymnasiet till civilingenjör i Medieteknik vid Linköpings tekniska högskola där han tog examen 2003. Han bosatte sig därefter i USA för att arbeta inom filmindustrin i landet. År 2009 utvecklade han på filmbolaget Sony Pictures det avancerade dataprogrammet Field3D, som bland annat underlättar animering av rök och eld, för vilket han år 2015 fick en teknisk Oscar. Programmet har bland annat använts till filmer som Monsters university och The good dinosaur. Wrenninge verkar numera vid filmbolaget Pixar, som är störst inom animerad film.
Wrenninge gifte sig 2008 med Chia-Chi Hu (född 1964), också verksam inom filmindustrin, och paret har två barn. Wrenninge är bosatt i San Francisco.

## Filmografi i urval
- 2004 – Day After Tomorrow (software engineer)
- 2005 – Stealth - Det osynliga hotet (software engineer: Digital Domain)
- 2006 – Electroma (digital compositor)
- 2007 – Beowulf (effects animation)
- 2007 – Spider-Man 3 (sand software developer)
- 2008 – Hancock (effects animator: SPI)
- 2010 – Alice i Underlandet (effects animation technical director: SPI)
- 2011 – Green Lantern (effects animator)
- 2013 – Oz the Great and Powerful (lead technical director)